# Les Ballets maliens
Les Ballets maliens sont une troupe de danse malienne créée en 1960 sous le nom d'Ensemble folklorique du Mali. En 1978, il intègre la danse traditionnelle et prend le nom de Ballets maliens.

## Répertoire
La compagnie a à son répertoire plusieurs œuvres : 
- La danse des possédés
- La danse des masques en milieu Bamanan
- Le madan
- Le Sunu
- Achagal : Danse tamashèque
- Le Kanaga : danse des masques Dogons
- La danse des chevaux
- Le Dansa
- Mabaji
- La danse des Tambours
- L’épopée Mandingue (Ballet)
- Fura (Ballet)
- Cigele (Ballet)
- Bolon Sira
- Sigi tè môgô-son
- Lolon ni kolongala

## Tournées
La compagnie part régulièrement en tournée internationale :
- 1972 : Tournée commerciale aux USA (77 représentations)
- 1976 : Festival des Arts Nègres à Lagos – Nigéria
- 1985 : Festival Panafricain de la jeunesse à Tripoli (Libye)
- 1990 : Festival international de musique et de danse de Kuopio (Finlande)
- 1990 : Festival international de danse de fort de France, Martinique
- 1997 : Festival international de jazz de New-Orléans (USA)
- 1998 : Participation remarquée à la dernière Exposition mondiale de Lisbonne, Portugal
- 1999 : Animation de la cérémonie d’ouverture du Sommet de l’OUA (Algérie)
- 2000 : Participation au Festival Asilah (Maroc)
- 2000 : Participation à l’Exposition universelle de 2000 à Hanovre en Allemagne
- 2001 : Participation au Festival du 33e Anniversaire de la Grande Jamahiriya arabe libyenne à Tripoli (Libye)
- 2002 : Tournée au Japon (Tokyo et Kyoto)

## Palmarès international
Les Ballets maliens ont reçu plusieurs récompenses:
- 1963 : Médaillé d’or du folklore au Théâtre des Nations à Paris
- 1966 : Premier prix au Festival des Arts Nègres à Dakar (Sénégal)
- 1994 : Médaillé d’or à la Foire Afro-Arabe en Tunisie
- 2002 : Premier prix au Festival Africain de Folklore de Guinée FESTALOG

## Instruments utilisés
Tous les instruments de musique traditionnels maliens sont utilisés : Djembé, Dundun, Balafon, N'Goni, Tamani, M'Polon, Buru, Yabara, Karignan, Daro (clochette)